# Yŏn Hyŏng Muk
Yŏn Hyŏng Muk, również Yon Hyong Muk (kor. 연형묵, ur. 3 listopada 1931, zm. 22 października 2005) – północnokoreański polityk, premier Korei Północnej od 12 grudnia 1989 do 11 grudnia 1992 roku. W szczytowym momencie kariery politycznej był najważniejszą osobą w państwie oprócz członków dynastii Kimów z Kim Ir Senem na czele.
Szczegóły na temat jego dzieciństwa nie są znane. Wiadomo, że w latach 50. XX wieku wyjechał na studia do Czechosłowacji. Po powrocie do kraju rozpoczął działalność polityczną w Partii Pracy Korei, która po zakończeniu wojny koreańskiej w 1953 roku stała się nadrzędną partią rządzącą w KRLD. Przetrwał liczne czystki organizowane przez Kim Ir Sena i w 1968 roku jako jeden z jego najbardziej zaufanych współpracowników został sekretarzem Komitetu Centralnego Partii Pracy Korei.
Przez lata 70. wzmacniał swoją pozycję w partii. Na początku lat 80. został członkiem Biura Politycznego KC PPK, a w 1989 roku na stanowisku premiera zastąpił Li Gun Mo. Jednocześnie sprawował funkcję ministra przemysłu ciężkiego. Był wtedy wymieniany jako numer 3-4 w hierarchii władzy w KRLD, tuż po Kim Ir Senie i marszałku, ministrze obrony O Chin U.
Ponadto, w owym czasie zajął się również relacjami z Koreą Południową. W czasie jego wizyty w Seulu w dniach 10-13 grudnia 1991 podpisano porozumienie o nieagresji, wymianie członków rodzin rozdzielonych w wyniku podziału Półwyspu Koreańskiego, pojednaniu i współpracy. Yon Hyong Muk stał na czele delegacji północnokoreańskich negocjatorów, opracowujących wspólnie z przedstawicielami Południa treść tego porozumienia, nazywanego Podstawowym Porozumieniem Północ-Południe (ang. South-North Basic Agreement). Do końca lat 90. XX wieku pozostał najważniejszą postacią dialogu zjednoczeniowego ze strony Korei Północnej.
Na początku ostatniej dekady stan jego zdrowia pogorszył się. Od tego momentu nie sprawował faktycznej władzy w państwie, sprawując funkcje polityczne tylko oficjalnie (był między wiceprzewodniczącym Komisji Obrony Narodowej KRLD). Zachorował na raka trzustki, w 2004 roku trafił na leczenie do ekskluzywnej kliniki przeznaczonej głównie dla urzędników Kremla w podmoskiewskim Kuncewie. Zmarł w październiku 2005 roku w wieku niespełna 74 lat.